# Battyánd
Battyánd (1880-ig Puczincz, szlovénul Puconci, vend nyelven Püconci, régen Pücinci, Pucinci) falu és hasonló nevű község központja Szlovéniában, Muravidéken, Pomurska régióban, a Ravensko szlovén tájegység része. A 19. század végén kapott magyar neve feledésbe merült, a helyi magyarok sem használják, a térképeken sem szerepel.

## Fekvése
Muraszombattól 5 km-re északra, a Macskóc patak partján fekszik.

## Története
1365-ben még "Poss. Monakfalua" néven említik először. Egyike volt annak a 73 falunak, melyet I. Lajos magyar király cserélt el 1365-ben Széchy Miklóssal Éleskő és Miskolc uradalmáért, valamint a Szent Péter és Pál apostolok tiszteletére létesült tapolcai apátság kegyuraságáért. Felsőlendva várának szentmártoni kerületéhez tartozott.
Későbbi neve "Pucinc" volt, mely a szláv Puco személynévből eredeztethető. 1888-ban a kiegyezés utáni névmagyarosítási gyakorlatnak megfelelően, kegyeletből gr. Battyány Miksa iránt, aki a község nagy jótevője volt, Battyándra változtatták. 1684-től a Batthyány család birtoka volt.
A 16. században itt is elterjedt a reformáció, a lakosság többsége evangélikus vallású lett. A 17. században a falut többször is feldúlta a Bécs ellen vonuló török. A 18. században az ellenreformáció hatására itt is üldözték a protestánsokat. Ennek az időszaknak 1781-ben II. József türelmi rendelete vetett véget. Újra lehetőség nyílt istentiszteletek tartására, melyre kezdetben egy átalakított gazdasági épület szolgált. Az első istentiszteletet 1783. október 12-én Bakos Mihály tartotta. Azon a helyen 1933-ban emlékművet állítottak. A templom építése 1784-ben kezdődött, az iskola és a paplak építéséhez Batthyány Miksa adományozta a földterületet. A torony nélküli templomot 1784. december 8-án szentelték fel. Tornyát csak 1795-ben építették. Az iskolában a tanítás három nyelven, szlovénul, magyarul és németül folyt.
Vályi András szerint " PUCZINCZ. Elegyes magy. falu Vas Vármegyében, földes Ura Gróf Batthyáni, és több Uraságok, lakosai katolikusok leginkább, fekszik Martyánczhoz nem meszsze, mellynek filiája, határjának síkos földgye termékeny, réttyei jó neműek, legelője, és fája elég van, keresetre módgya Stájer Országnak szomszédságában, első osztálybéli."
Fényes Elek szerint " Puczincz, vindus falu, Vas vmegyében, a muraszombati uradalomban, 229 evang. lak., anyatemplommal és iskolával."
Vas vármegye monográfiája szerint " Battyánd, 83 házzal, 451 vend és magyar lakossal. Vallásuk ág. ev. és r. kath. Postája helyben, távirója Muraszombat. A körjegyzőség székhelye. Evang. temploma 1784-ben épült. A községnek azelőtt „Puczincz” volt a neve, 1888-ban azonban, gróf Batthyány Miksa iránti kegyeletből, aki a községnek nagy jótevője volt, Battyándra változtatta nevét. A község mellett fekszik gróf Batthyány Károly csinos kastélya. A faluban községi hitelszövetkezet és magyar olvasó-kör is van."
A település fejlődésén nagyot lendített az Őrihodos és Muraszombat közötti vasútvonal megépülése 1907-ben. 1924-ben Szlovénia területével is kiépült a vasúti kapcsolat.
1910-ben 511, többségben szlovén lakosa volt, jelentős magyar kisebbséggel. A trianoni békeszerződésig Vas vármegye Muraszombati járásához tartozott, 1919-ben átmenetileg a de facto Mura Köztársaság része lett.

## Nevezetességei
- Evangélikus temploma 1784-ben épült. Ez a környék legrégibb evangélikus temploma. 1934-ben átépítették. A templom Terplán Sándor lelkész nevét viseli, aki a 19. század első felében tevékenykedett itt és többek között a Zsoltárok könyvének muravidéki (vend) nyelvű fordítója.
- Az evangélikus iskola 1860-ban épült. 1974-ben bezárták, azóta üresen áll.
- Kulturális emlék az 1924-ben épített Ciglen-ház.
- Batthyány-kastély.

## Híres emberek
- Berke Ferenc író itt dolgozott mint lelkész
- A községben tevékenykedett Lülik István tanítómester, aki vend nyelven szerkesztett tankönyveket a magyarországi szlovén iskolák számára.
- Itt élt és alkotott Terplán Sándor író, a falu lelkésze.
- Itt halt meg Kühár István, az első világháború utáni muravidéki újságírás egyik fontos alakja.
- Itt élt és dolgozott Czipott Rudolf író.